# Aciura
Aciura es un género de tefrítidos o moscas de la fruta de la familia Tephritidae.

## Especies
- Aciura afghana (Hering, 1961) (sinónimo: Tephrella afghana Hering, 1961)
- Aciura coryli (Rossi, 1794) (sinónimo: Aciura femoralis Robineau-Desvoidy, 1830, Aciura powelli Seguy, 1930, Musca coryli Rossi, 1794)[2]